# تکیه ناسار
تکیه ناسار مربوط به دوره قاجار است و در سمنان، شمال خیابان امام، جنوب راسته بازار واقع شده و این اثر در تاریخ ۲۵ خرداد ۱۳۸۱ با شمارهٔ ثبت ۵۸۳۴ به‌عنوان یکی از آثار ملی ایران به ثبت رسیده است.